# 瓦拉

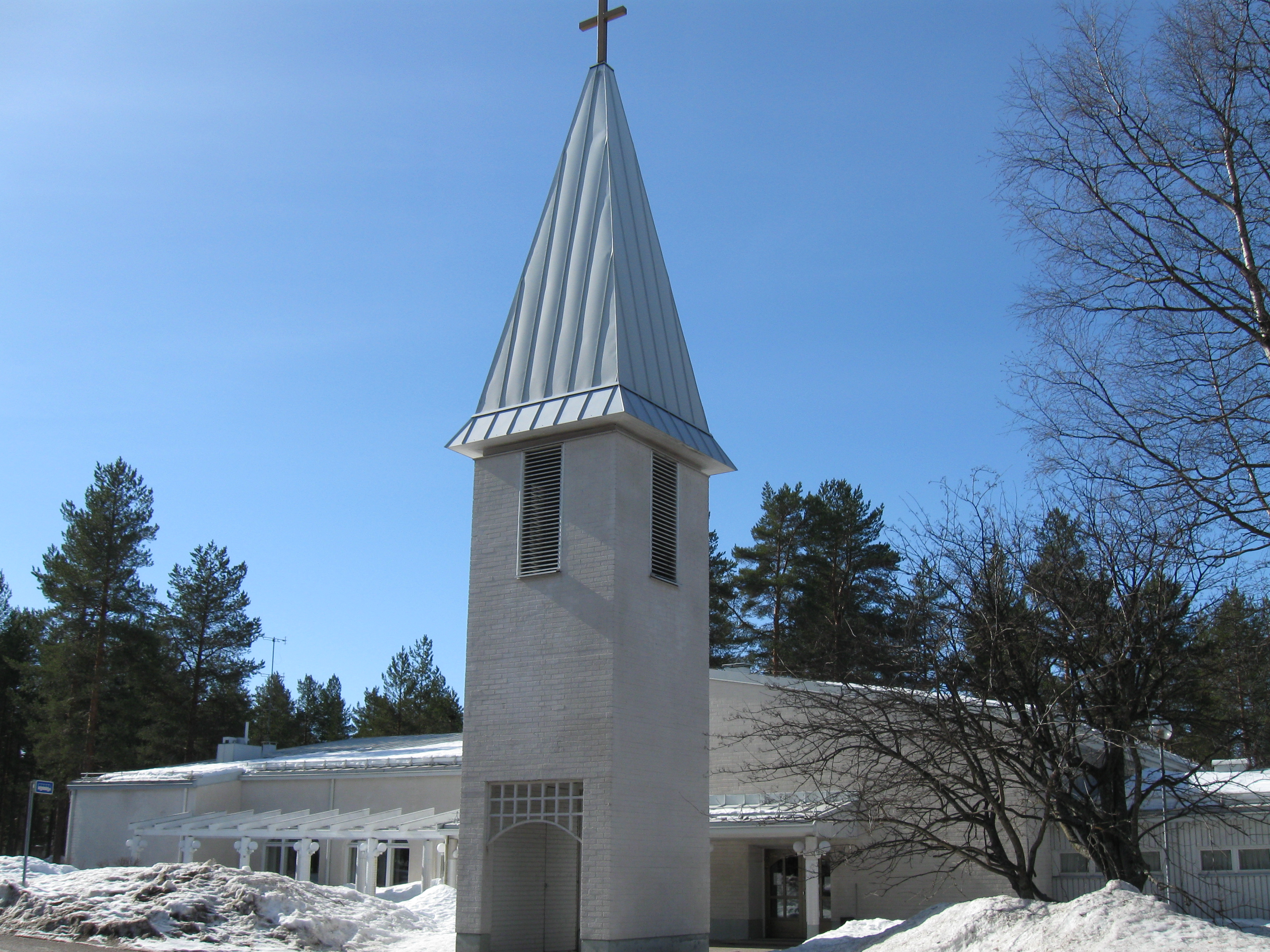
瓦拉教堂

瓦拉（芬蘭語：Vaala）是芬蘭的市鎮，位於該國中部，距離奧盧90公里，在北博滕區内，面積1,764平方公里，2012年人口3,255，人口密度為每平方公里2.5人。

## 外部連結
- 瓦拉市镇官方网站 （页面存档备份，存于） （文）